# Диоцез Бьёргвина
Диоцез Бьёргвина (норв. Bjørgvin bispedømme) — один из одиннадцати диоцезов Церкви Норвегии. Включает в себя все церкви, расположенные в фюльке Хордаланн и Согн-ог-Фьюране в Западной Норвегии. Разделён на 10 пробств и насчитывает 189 приходов. Епископом с 2008 года является Халвор Нордхауг.
Кафедральным собором диоцеза является Бергенский собор в Бергене.

## История
До 1536 года государственной религией Норвегии было католичество. В 1536 году королевство Дании и Норвегии присоединилось к протестантской Реформации и сделало лютеранство государственной религией. Так была сформирована Церковь Норвегии. В 1537 году диоцез Бьёргвина состоял из (современных) фюльке Хордаланн и Согн-ог-Фьюране (за исключением приходов в Эйдфьорде и Рёлдале).
В 1622 году область Суннмёре на севере, ранее входившая в диоцез Нидароса была присоединена к диоцезу Бьёргвина. В 1630 году приход Эйдфьорда был перенесён из диоцеза Ставангера в Бьёргвин. В 1863 году приход Рёлдала перешёл из диоцеза Кристиансанна в Бьёргвин. В 1983 году область Суннмёре была отделена от диоцеза Бьёргвина и вместе с регионами Нордмёр и Ромсдал (из диоцеза Нидароса) образовала новый диоцез Мёре.

## Название
Древнескандинавской формой Бергена является Бьёргвин (Bjǫrgvin). Первый часть слова berg или bjǫrg означает «гора». Вторая чать vin переводится как «луг». Это старое название города Берген.

## Епископы
- до 1535 Олаф Торкельсон — последний католический епископ
- 1536 — 1557 Гебле Педерссон, р. ок. 1489 — первый лютеранский епископ
- 1557 — 1582 Йенс Педерсен Шелдеруп, р. 1499
- 1583 — 1607 Андерс Фосс, р. 1543
- 1607 — 1615 Андерс Миккельсен Колдинг
- 1616 — 1636 Нильс Пасхи, р. 1568
- 1636 — 1649 Людвиг Хансен Мунте, р. 1593
- 1649 — 1665 Йенс Педерсен Шелдеруп, р. 1604
- 1665 — 1711 Нильс Энвильдсен Рэндульф, р. 1630
- 1711 — 1716 Нильс Педерсен Смед, р. 1655
- 1716 — 1723 Клеменс Шмидт, р. 1671
- 1723 — 1731 Маркус Мюллер, р. 1684
- 1731 — 1747 Олуф Космуссен Борнеманн, 1683
- 1747 — 1757 Эрик Людвигсен Понтоппидан, р. 1698
- 1757 — 1762 Оле Тидеманн, р. 1710
- 1762 — 1774 Фредерик Арентс, р. 1699
- 1774 — 1778 Эйлер Эйлерсен Хагеруп, р. 1718
- 1778 — 1779 Сёрен Фридлиб, р. 1717
- 1779 — 1803 Оле Иргенс, р. 1724
- 1803 — 1816 Юхан Нурдаль Брун, р. 1745
- 1817 — 1822 Клаус Павелс, р. 1769
- 1822 — 1848 Якоб Нейман, р. 1772
- 1848 — 1857 Педер Кристиан Херслеб Кьершов, р. 1786
- 1858 — 1863 Йенс Матиас Прам Каурин, р. 1804
- 1864 — 1880 Петер Херслеб Граах Биркеланд, р. 1807
- 1881 — 1898 Фредрик Вальдемар Хвослеф, р. 1825
- 1899 — 1916 Юхан Виллок Эриксен, р. 1842
- 1916 — 1931 Петер Хогнестад, р. 1866
- 1931 — 1948 Андреас Флейшер, р. 1878
- 1948 — 1961 Рагнвальд Индребё, р. 1891
- 1961 — 1976 Пер Ювкам, р. 1907
- 1977 — 1987 Тор Вит, р. 1918
- 1987 — 1994 Пер Лоннинг, р. 1928
- 1994 — 2008 Оле Данболт Хагесер, р. 1941
- 2008 — н. в. Халвор Нордхауг, р. 1953